# Corneliano d'Alba
Corneliano d'Alba é uma comuna italiana da região do Piemonte, província de Cuneo, com cerca de 1.884 habitantes. Estende-se por uma área de 10 km², tendo uma densidade populacional de 188 hab/km². Faz fronteira com Alba, Baldissero d'Alba, Guarene, Montaldo Roero, Monticello d'Alba, Piobesi d'Alba, Sommariva Perno, Vezza d'Alba.

## Demografia
| Variação demográfica do município entre 1861 e 2011                               |
|                                                                                   |
| Fonte: Istituto Nazionale di Statistica (ISTAT) - Elaboração gráfica da Wikipedia |